# Moura Morta e Vinhós
Moura Morta e Vinhós (llamada oficialmente União das Freguesias de Moura Morta e Vinhós) es una freguesia portuguesa del municipio de Peso da Régua, distrito de Vila Real.

## Historia
Fue creada el 28 de enero de 2013 en aplicación de una resolución de la Asamblea de la República de Portugal promulgada el 16 de enero de 2013 con la unión de las freguesias de Moura Morta y Vinhós.

## Demografía
| Gráfica de evolución demográfica de Moura Morta e Vinhós entre 2011 y 2021 |
|                                                                            |
| Datos según el nomenclátor publicado por el INE portugués.                 |